# Michael Collins (om politic)
Michael Collins (în irlandeză Mícheál Ó Coileáin; n. 16 octombrie 1890, Clonakilty⁠(d), Regatul Unit al Marii Britanii și Irlandei – d. 22 august 1922, Bandon⁠(d), Munster⁠(d), Irlanda) a fost un revoluționar, soldat și politician irlandez⁠(d) care a fost o figură de frunte în lupta de la începutul secolului al XX-lea pentru independența Irlandei. În timpul Războiului de Independență, a fost director de informații al Armatei Republicane Irlandeze⁠(d) (IRA) și ministru de finanțe al autoproclamatei Republici Irlandeze. El a fost apoi președinte al guvernului provizoriu al Statului Liber Irlandez din ianuarie 1922 și comandant suprem⁠(d) al Armatei Naționale⁠(d) din iulie până la moartea sa într-o ambuscadă în august 1922, în timpul Războiului Civil.
Collins s-a născut în Woodfield, comitatul Cork, cel mai mic dintre cei opt copii. S-a mutat apoi la Londra în 1906 pentru a deveni funcționar la Banca Poștală de Economii⁠(d) din Blythe House⁠(d). A fost membru al GAA din Londra⁠(d), prin care a devenit asociat cu Frăția Republicană Irlandeză⁠(d) și Liga Gaelică⁠(d). S-a întors în Irlanda în ianuarie 1916 și a luptat în Rebeliunea de Paști. A fost luat prizonier și ținut în lagărul de internare Frongoch⁠(d) ca prizonier de război, dar a fost eliberat în decembrie 1916.
Ulterior, Collins a urcat în rang în cadrul Voluntarilor Irlandezi⁠(d) și al partidului Sinn Féin. A fost ales deputat⁠(d) de South Cork în decembrie 1918. Membrii aleși ai Sinn Féin (cunoscuți mai târziu ca TD) au format un parlament irlandez, Primul Dáil⁠(d), în ianuarie 1919 și au declarat independența⁠(d) Republicii Irlandeze. Collins a fost numit ministru de finanțelor. În Războiul de Independență care a urmat, a fost director de organizare și general ajutant pentru Voluntarii Irlandezi și director de informații al IRA. El și-a câștigat faima ca strateg de gherilă, plănuind multe atacuri de succes asupra forțelor britanice împreună cu „Brigada⁠(d)”, cum ar fi asasinatele din „Duminica Sângeroasă” ale unor importanți agenți de informații britanici în noiembrie 1920.
După încetarea focului din iulie 1921, Collins a fost unul dintre cei cinci plenipotențiari⁠(d) trimiși de cabinetul Dáilului la cererea lui Éamon de Valera, pentru a negocia condițiile de pace la Londra. Tratatul anglo-irlandez rezultat, semnat în decembrie 1921, avea să înființeze Statul Liber Irlandez, dar depindea de un jurământ de credință față de Coroană. Aceasta a fost clauza din tratat care a fost cel mai greu de acceptat de către de Valera și alți lideri republicani. Collins a considerat tratatul ca oferind „libertatea de a obține libertatea” și a contribuit la a convinge majoritatea din Dáil⁠(d) să ratifice tratatul. S-a format un guvern provizoriu⁠(d) sub președinția sa la începutul anului 1922. În acest timp, el a oferit sprijin în secret pentru o ofensivă IRA⁠(d) în Irlanda de Nord. Curând, Statul Liber a fost perturbat de Războiul Civil Irlandez, în care Collins a fost comandantul suprem al Armatei Naționale. A fost împușcat și ucis într-o ambuscadă de către forțele antitratat⁠(d) în august 1922.

### Istoriografie
- McCarthy, Mark. Ireland's 1916 Rising: Explorations of History-making, Commemoration & Heritage in Modern Times (Routledge, 2016).
- Regan, John M. "Irish public histories as an historiographical problem." Irish Historical Studies 37.146 (2010): 265–292.
- Regan, John M. "Michael Collins, General Commanding‐in‐Chief, as a Historiographical Problem." History 92.307 (2007): 318–346.
- Regan, John M. (2012). „The "Bandon Valley Massacre" as a Historical Problem”. History. 97 (325): 70–98. doi:10.1111/j.1468-229X.2011.00542.x.
- Whelan, Kevin. "The revisionist debate in Ireland." Boundary 2 31.1 (2004): 179–205. online Arhivat în 18 februarie 2017, la Wayback Machine.